# Corpo di Spedizione Sardo in Crimea

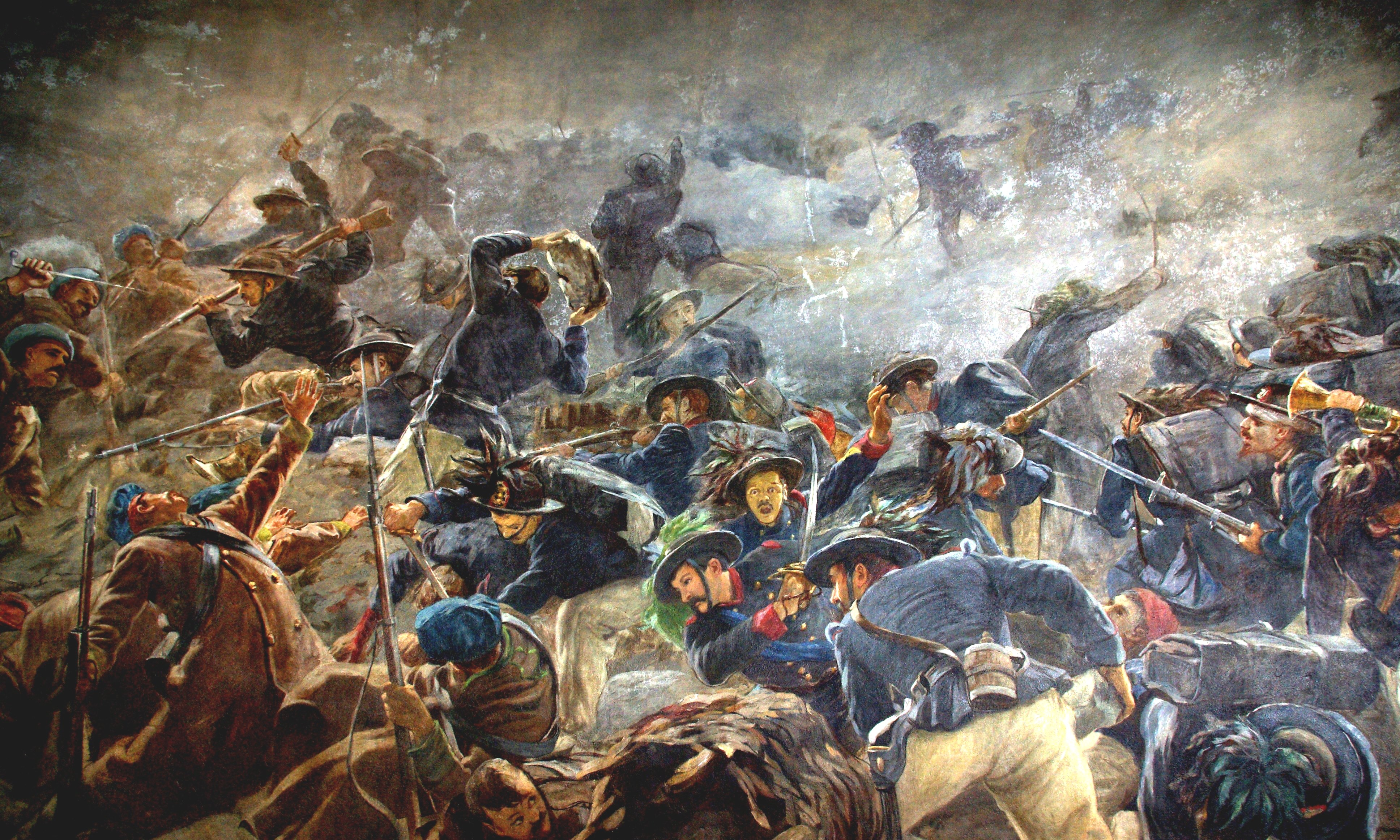
Bersaglieri alla battaglia della Cernaia

Il Corpo di Spedizione Sardo in Crimea fu il contingente militare inviato dal Regno di Sardegna contro l'Impero russo nel corso della guerra di Crimea.

## Storia

### La partecipazione del Regno di Sardegna alla guerra di Crimea
Nel marzo 1854, la regina Vittoria d'Inghilterra dichiarava ufficialmente guerra alla Russia  a sostegno dell'Impero ottomano; pochi giorni dopo lo stesso atto fu compiuto da Napoleone III. Anche il Regno di Sardegna si unì all'impresa: il presidente del Consiglio Conte di Cavour considerava infatti l'intervento un buon trampolino di lancio per entrare a far parte del gioco politico europeo, visto che cercava di assicurarsi l'appoggio di Londra e Parigi al fine di un esito positivo delle sue aspirazioni di liberazione del Lombardo-Veneto dall'occupazione austriaca. Le preoccupazioni di Cavour sul fatto che, con l'invio del previsto corpo di spedizione militare, il paese fosse praticamente indifeso di fronte alla minaccia rappresentata dall'Impero austriaco, furono subito fugate dalle rassicurazioni arrivate da Parigi e Londra che garantirono militarmente l'integrità dello stato sardo. La Gran Bretagna finanziò l'invio delle truppe anticipando un prestito di 1.000.000 di sterline, impegnandosi a trasportare le truppe gratuitamente sulle proprie navi.

### I preparativi, la partenza e lo sbarco

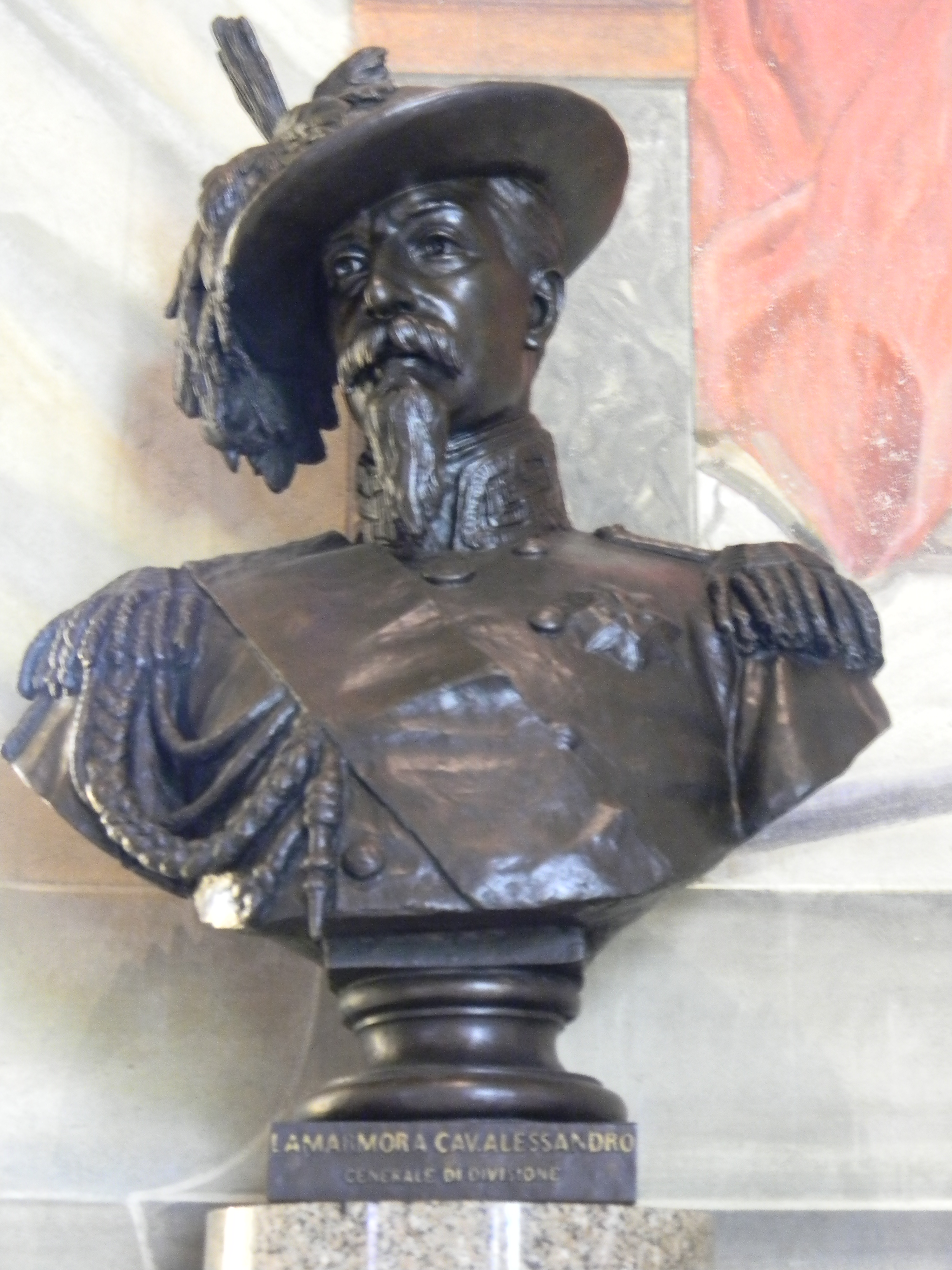
Busto del Generale Alessandro La Marmora, comandante della 2ª Divisione del Corpo di spedizione piemontese in Crimea, esposto presso la Torre monumentale di San Martino della Battaglia.

Il 26 gennaio 1855 Re Vittorio Emanuele II firmò la convenzione militare che obbligava il governo piemontese a mandare in Crimea un numero di soldati pari alla forza di un contingente militare mantenendone invariata la forza con l'invio di successivi rinforzi. e il 4 marzo fu dichiarata guerra all'Impero russo. In quello stesso mese l'Intendente generale dell'Armata Sarda, generale De Cavero, andò a Costantinopoli  per individuare gli edifici che avrebbero dovuto ospitare le truppe, ed altri da trasformare in uffici, ospedali, e magazzini.

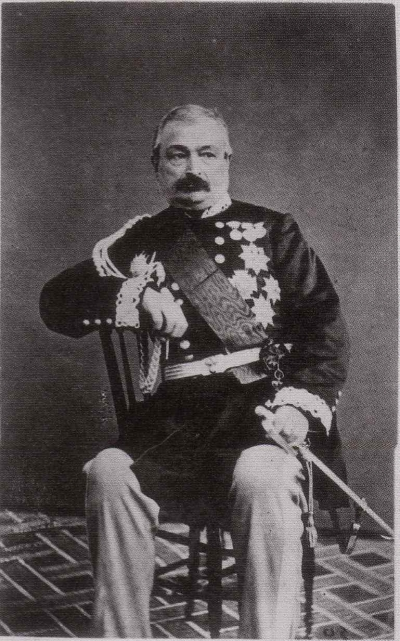
Il generale Giovanni Durando comandante della 1ª Divisione del Corpo di spedizione piemontese in Crimea.

Il 14 aprile, ad Alessandria, le truppe ricevettero da Vittorio Emanuele II le bandiere di combattimento dopodiché furono trasportate in treno sino a Genova. Le truppe, di circa 18mila uomini di cui 2750 bersaglieri, salparono dal porto ligure tra il 25 aprile e il 20 maggio, suddivise su 45 navi britanniche mentre i rifornimenti e le merci viaggiarono a bordo di navi piemontesi. Il 24 aprile, uno dei vascelli britannici addetti al trasporto truppe e materiali, il Croesus, prese fuoco poco dopo essere partito da Genova. Condotto nelle acque antistanti l'abbazia di San Fruttuoso, fu divorato dalle fiamme. Nonostante gran parte dei passeggeri fosse stata messa in salvo si lamentarono 24 morti oltre la perdita di materiali per 1.300.000 lire. Primo a partire fu La Marmora con il suo Stato maggiore salpato da Genova il 28 aprile per Costantinopoli a bordo della pirofregata Governolo. Appena arrivato nella capitale turca La Marmora trovò istruzioni di Lord Raglan, di far arrivare le truppe piemontesi a Balaklava, in Crimea, per prendere parte alle operazioni belliche. dove egli arrivò la sera dell'8 maggio sul Governolo, insieme ad altre sei navi cariche di soldati. Le operazioni di sbarco iniziarono dopo quattro giorni, e le truppe andarono a posizionarsi sulle alture del Karani, una serie di colline appiattite situate a circa 3 km ad ovest del villaggio di Balaklava.

### Le operazioni militari e l'epidemia di colera
Il primo caso di colera tra le truppe piemontesi si verificò già l'11 maggio, durante la navigazione verso la zona di operazioni, aumentando con lo sbarco delle truppe e divenendo una vera epidemia quando fu posto il campo definitivo a Kamara. Le operazioni belliche iniziarono il 25 maggio quando le brigate Fanti, Mollard e Ansaldi, sostenute da due reggimenti (lancieri e ussari) e due battaglioni di cavalleria inglesi, al comando di Alessandro La Marmora parteciparono all'occupazione di Kamara, dove poi si stabilì il campo definitivo. Il 29 maggio venne allestito un apposito ospedale per i colpiti, che al 7 giugno erano 869 di cui 383 deceduti. Durante la campagna l'esercito sardo fu pesantemente impegnato in combattimento nella battaglia della Cernaia, subendo 23 morti, 155 feriti e 2 dispersi. A causa della malattia il 7 giugno 1855 morì il generale Alessandro La Marmora, che fu sostituito dal tenente generale Ardingo Trotti, il 28 Lord Raglan, e il 2 luglio il generale Giorgio Ansaldi.
La mattina del 16 agosto 1855 i russi attaccarono l'avanguardia piemontese per occupare le alture della Cernaia, e fu l'inizio dell'omonima battaglia. Il generale Rodolfo Gabrielli di Montevecchio alla testa della 4ª Brigata caricava il nemico. Mentre guidava i suoi all'assalto, una pallottola lo colpì al petto e gli trapassò il polmone sinistro. Raccolto e soccorso, venne trasportato all'ospedale da campo dove immediatamente lo raggiunse Alfonso La Marmora, fratello di Alessandro, per confortarlo. Conscio della prossima fine, rispose: "Muoio contento, oggi, giorno di gloria per le nostre armi; muoio come vissi, per servire il Re e la Patria!".
Nonostante la caduta della piazzaforte russa di Sebastopoli, avvenuta il 12 settembre 1855, dopo un attacco congiunto anglo-francese, in cui la brigata del generale Cialdini ebbe un ruolo marginale subendo 4 morti e 32 feriti nessuna delle due forze contrapposte riusciva a prevalere sull'altra. L'arrivo dell'inverno fermò temporaneamente le operazioni belliche dei contendenti,  ma il 28 dicembre, però, l'Austria fece pervenire un ultimatum alla Russia e qualche giorno dopo lo Zar chiese l'armistizio. In quello stesso mese La Marmora partì per Torino, lasciando il comando interinale delle truppe a Durando, per proseguire poi per Parigi in vista dell'inizio delle trattative diplomatiche.

### La fine delle ostilità ed il ritiro
Il 14 marzo fu firmato l'armistizio, e il giorno 16 dello stesso mese La Marmora rientrò in Crimea dando inizio alle operazioni di rientro in Patria delle truppe. Alla data del mese di febbraio il Corpo di spedizione raggiungeva la forza di 17.231 uomini. La pace fu siglata nel Congresso di Parigi  e il 15 aprile le prime truppe piemontesi lasciarono il porto di Kamesh. Il comando del corpo di spedizione, con Alfonso La Marmora, partì il 19 maggio, e dopo una sosta a Costantinopoli arrivò nel porto di La Spezia il 29 dello stesso mese.  Il 15 giugno tutto il corpo di spedizione fu riunito a Torino per la restituzione della bandiera e la consegna delle medaglie, e il 20 giugno fu sciolto ufficialmente.

## Composizione
Il 31 marzo fu emanato il Regio Decreto che stabiliva la costituzione ufficiale del Corpo di spedizione, al comando dell'allora Ministro dell Guerra Alfonso La Marmora. Era stato previsto che il comando del Corpo di spedizione sarebbe stato assunto da Filiberto di Savoia Duca di Genova, fratello di Vittorio Emanuele II, ma il duca era morto il 10 febbraio 1855.
Il corpo d'armata era una forza di 18.058 uomini (1.038 ufficiali e impiegati e 17.020 sottufficiali e soldati) e 3.496 cavalli, ed era così composto:
Quartier generale principale
1ª Divisione al comando del generale Giovanni Durando
- 2ª Brigata al comando del generale Manfredo Fanti
- 3ª Brigata al comando del generale Enrico Cialdini

2ª Divisione al comando del generale Alessandro La Marmora
- 4ª Brigata al comando del generale Rodolfo Gabrielli di Montevecchio
- 5ª Brigata al comando del generale Filiberto Mollard

Divisione di riserva al comando del generale Giorgio Ansaldi
- 1ª Brigata al comando diretto del generale Ansaldi
- 1 Reggimento provvisorio di cavalleria[27]

n. 1 Brigata di artiglieria da piazza
n. 1 Battaglione zappatori del genio
n. 1 Ufficio d'intendenza, addetto a servizi vari quali sussistenza, sanità, posta ed amministrazione ordinaria.

## Le perdite
Molto alte furono alla fine le perdite italiane, dovute soprattutto a malattie, 2.278 per colera, 1.340 per tifo, 452 per malattie comuni, 350 per scorbuto, 52 per incidenti, 38 per febbri tifoidee, 3 per suicidio e 32 caduti in combattimento.